# 分圆域
在数论中，分圆域是在有理数域 {\displaystyle \mathbb {Q} } 中添加复数单位根进行扩张而得到的数域。将 {\displaystyle n} 次单位根 {\displaystyle \zeta _{n}} 加入而得到的分圆域称为 {\displaystyle n} 次分圆域，记作 {\displaystyle \mathbb {Q} (\zeta _{n})} 。
由于与费马最后定理的联系，分圆域在现代代数和数论的研究中扮演着重要的角色。正是因为库默尔对这些数域上（特别是当 p为素数时）的算术的深入研究，特别是在相应整环上唯一分解定理的失效，使得库默尔引入了理想数的概念，并证明了著名的库默尔同余。

## 性质
{\displaystyle n} 次分圆域是多项式 {\displaystyle x^{n}-1} 的分裂域，因此是有理数域的伽罗瓦扩域。这个扩张的次数：{\displaystyle [\mathbb {Q} (\zeta _{n})\ :\ \mathbb {Q} ]} 等于 {\displaystyle \phi (n)}，其中{\displaystyle \phi } 是欧拉函数。{\displaystyle \zeta _{n}} 的所有伽罗瓦共轭是{\displaystyle {\zeta _{n}^{a}}}，其中 a 遍历模 n的简化剩余系（所有与 n 互质的剩余类）。同样地，{\displaystyle n} 次分圆域的伽罗瓦群同构于模 n 的乘法群 {\displaystyle \mathbf {Z} /n\mathbf {Z} ^{\times }}，其元素为
{\displaystyle b:(\zeta _{n})^{a}\to (\zeta _{n})^{ab}.}

## 与正多边形的联系
高斯最早在研究尺规作正多边形问题时涉及到了分圆域的理论。这个几何问题实际上可以被转化为伽罗瓦理论下的叙述：对什么样的n，n次分圆域可以通过若干次的二次扩张得到？高斯发现正十七边形是可以用尺规作出的。更一般地说，对于一个素数 p，正p边形可以用尺规作出当且仅当 p 为费马素数。

## 与费马最后定理的联系
研究费马最后定理时，一个很自然的思路是将 {\displaystyle x^{n}+y^{n}} 分解为 {\displaystyle x^{n}+y^{n}=(x+y)(x+\zeta y)\ldots (x+\zeta ^{n-1}y)} 的形式，其中的{\displaystyle n}是一个奇素数。这样得到的一次因式都是{\displaystyle n}次分圆域中的代数整数。如果在{\displaystyle n}次分圆域中算术基本定理成立，代数整数的素数分解是唯一的，那么可以通过它来确定方程是否有非平凡解。
然而，对于一般的{\displaystyle n}，这个结论是错误的。但是，库默尔找到了一个绕过这个困难的办法。他引进了“理想数”的概念，作为对素数概念的改良。他将代数整数的素数分解不唯一的概念量化为类数：{\displaystyle h_{p}}，并证明了如果{\displaystyle h_{p}}不能被{\displaystyle p}整除（这样的{\displaystyle p}被称为正规素数），那么费马的猜想对于 {\displaystyle n=p}是成立的。此外，他给出了库默尔准则来判断素数是否是正规的。运用这个准则，库默尔检验了100以下的素数，除了三个“不正规”的：37、59和67。
二十世纪后，库默尔关于分圆域的类数的同餘理論被日本数学家岩澤健吉推广为岩泽理论。